# سس قارچ

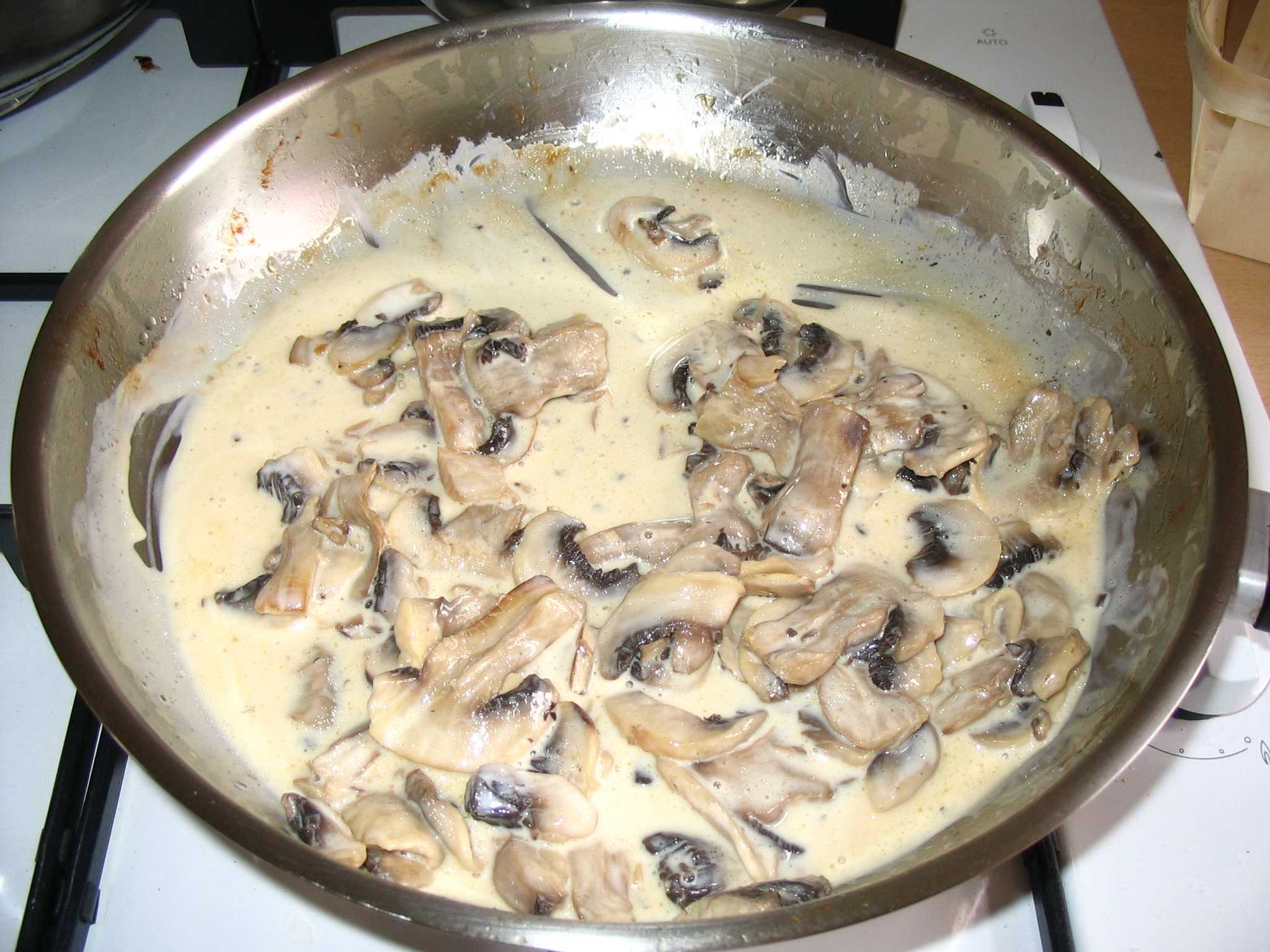
سس قارچ بر پایه خامه

سس قارچ نوعی سس سفید یا قهوه ای است که با استفاده از قارچ به عنوان ماده اولیه تهیه می‌شود. می‌توان آن را در سبک های مختلف با استفاده از مواد مختلف تهیه کرد و برای استفاده رویه انواع غذا ها استفاده می‌شود.

## بررسی اجمالی

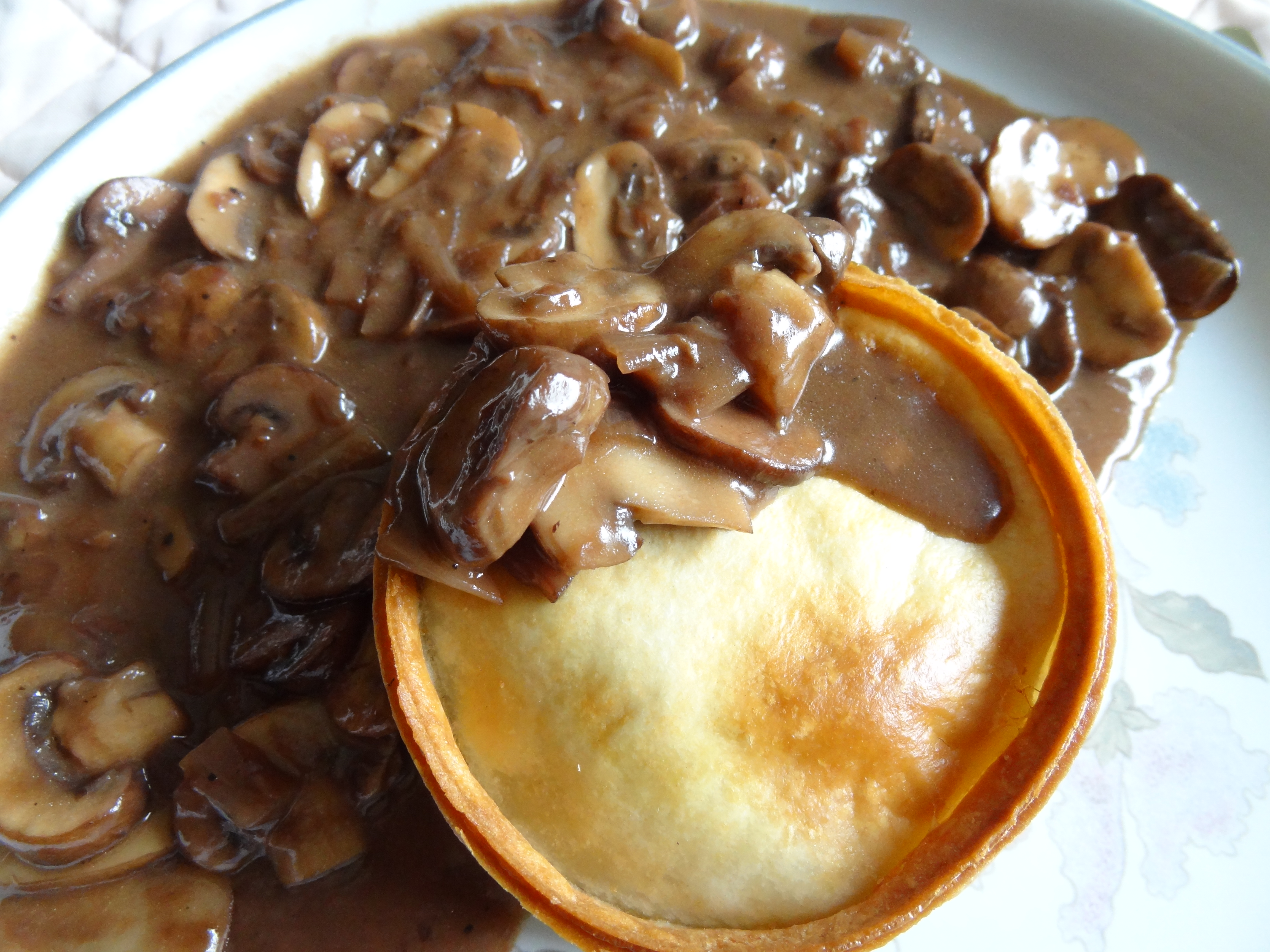
یک سس قارچ قهوه ای همراه با پای چرخ کرده اسکاتلندی

سس قارچ با قارچ، کره، خامه یا روغن زیتون، شراب سفید (در برخی از تغییرات ممکن است از شراب قرمز ملایم استفاده شود) و فلفل با طیف گسترده‌ای از تغییرات ممکن با مواد اضافی مانند موسیر، سیر، آب لیمو، آرد درست می‌شود. (برای غلیظ شدن سس)، آب مرغ، زعفران، ریحان، جعفری یا سبزی‌های دیگر. از انواع سس آلمانت می‌باشد.
برای غذاهای گیاهی، خامه را می‌توان با بادام آسیاب شده جایگزین کرد، با آب مخلوط کرد و تا زمانی که قوام لازم باشد تبخیر کرد.

## تاریخچه
سس قارچ صدها سال است که طبخ می‌شود. یک کتاب آشپزی ۱۸۶۴ شامل دو دستور غذا، یکی سس تورنی و دیگری سس قهوه ای است.
رئیس‌جمهور ایالات متحده، دوایت دی. آیزنهاور، بسیار عاشق استیک بود، ظاهراً به سس قارچ علاقه زیادی داشت.

## نگارخانه

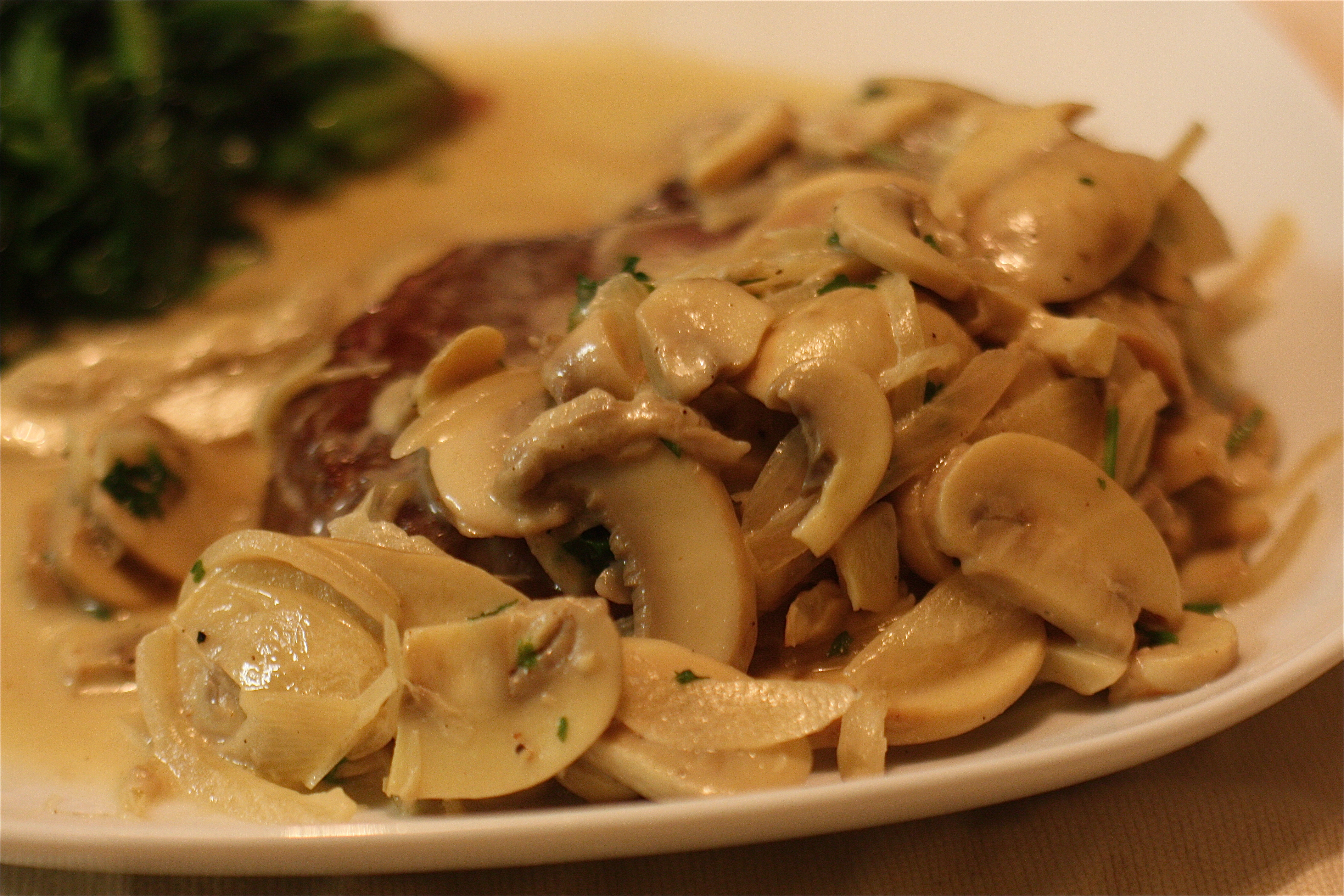
فیله مینیون با سس قارچ-خامه
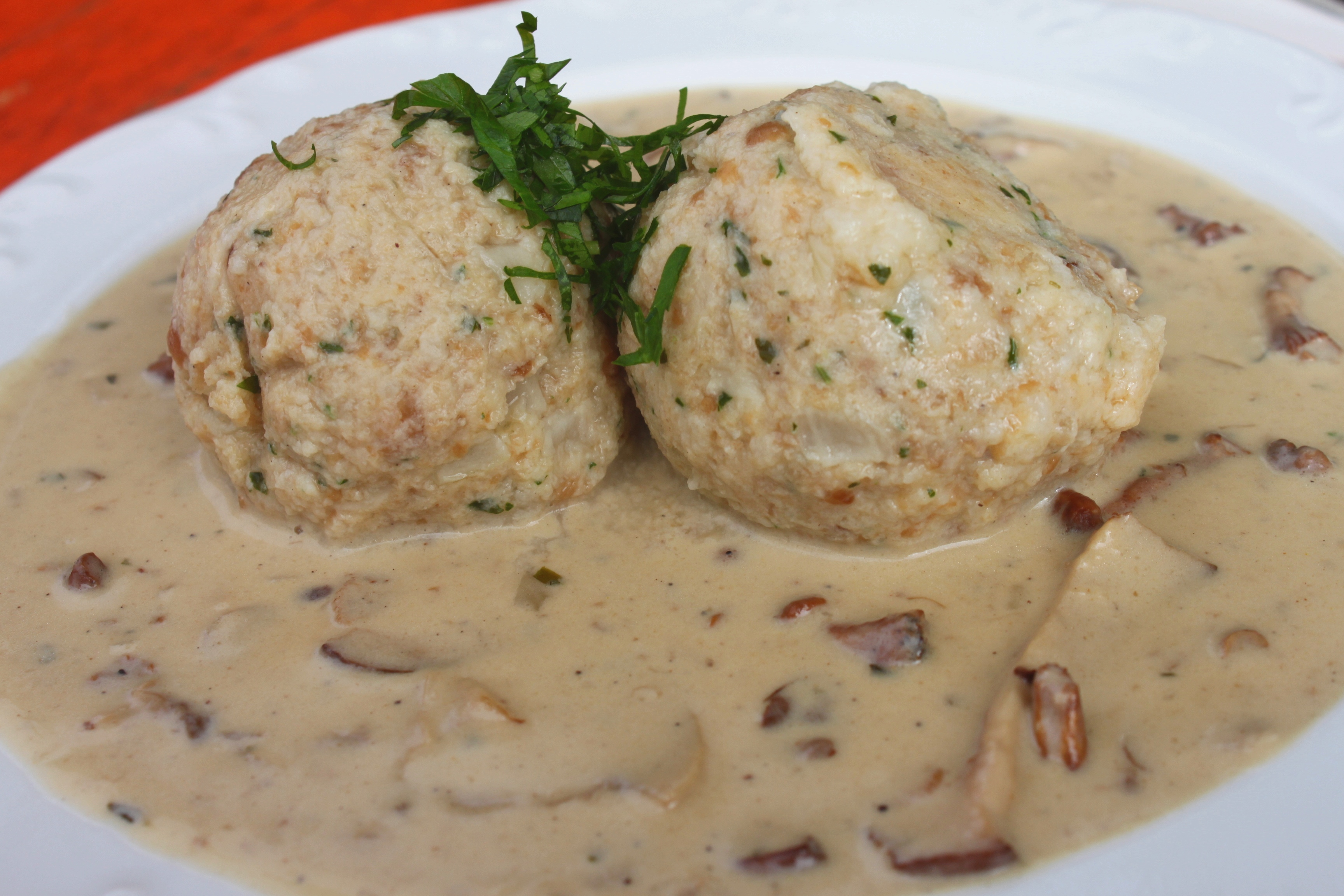
Semmelknödel با سس قارچ
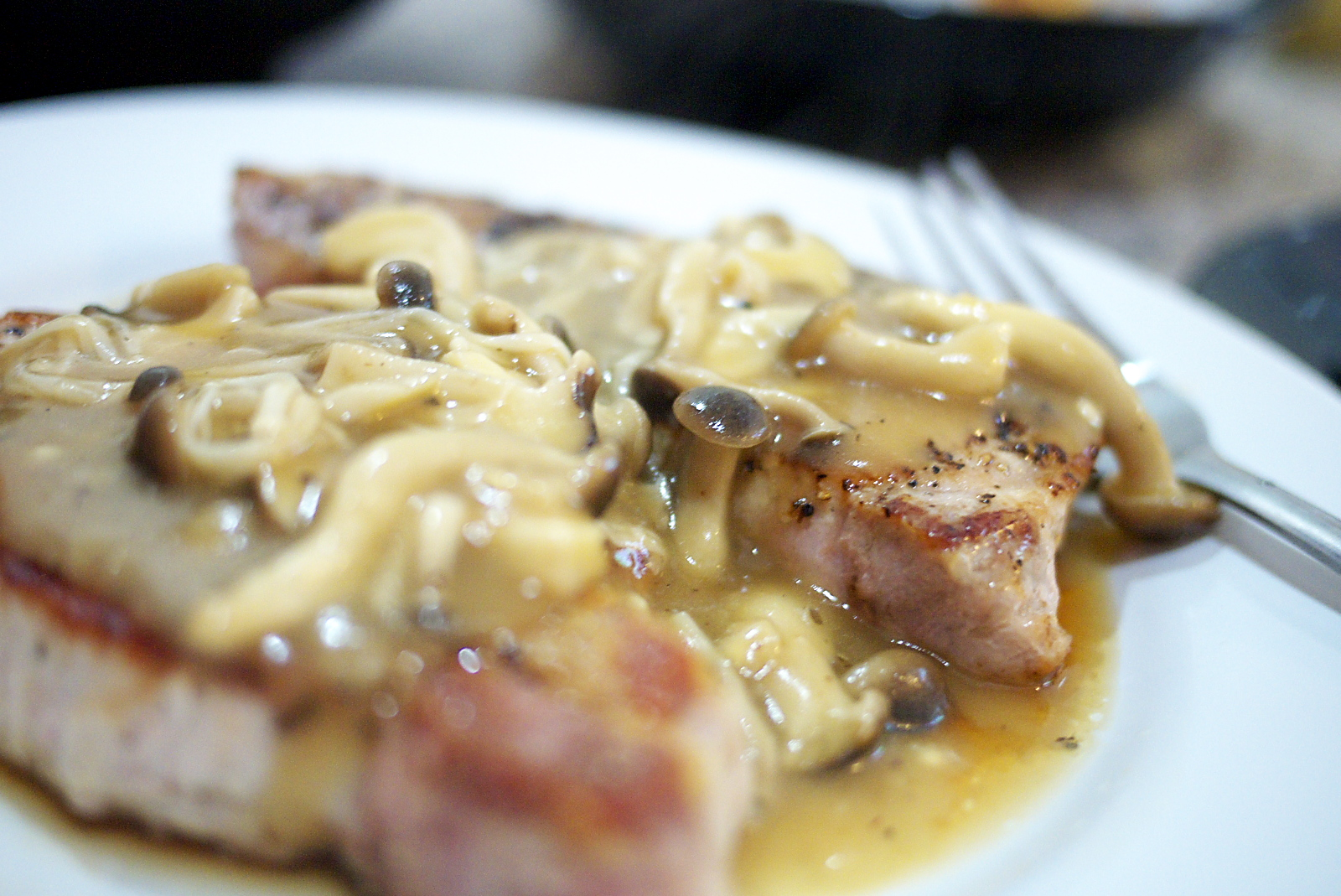
گوشت خوک کبابی با سس قارچ
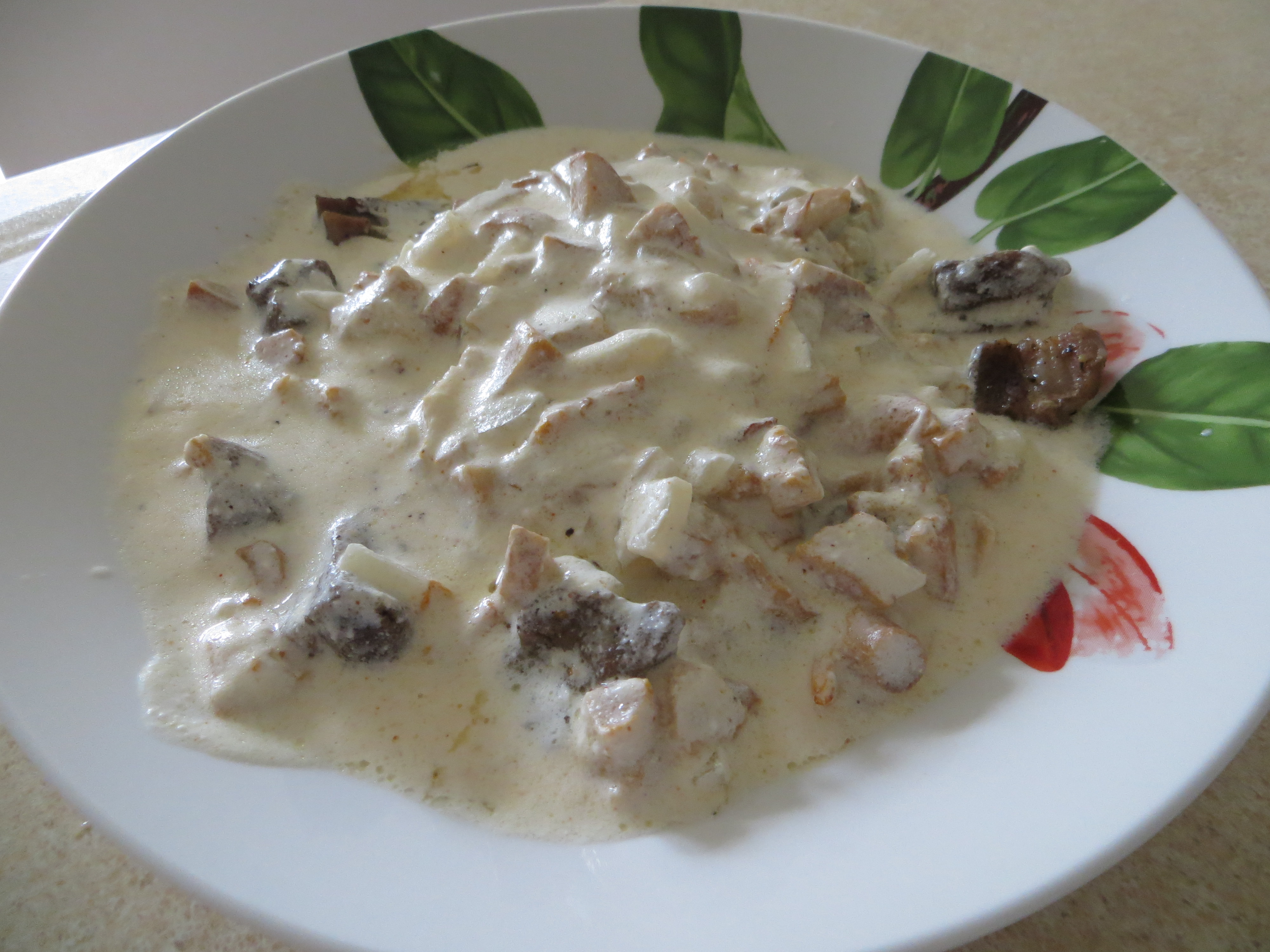
سس Chanterelle با گوشت خوک بخارپز سرو می‌شود
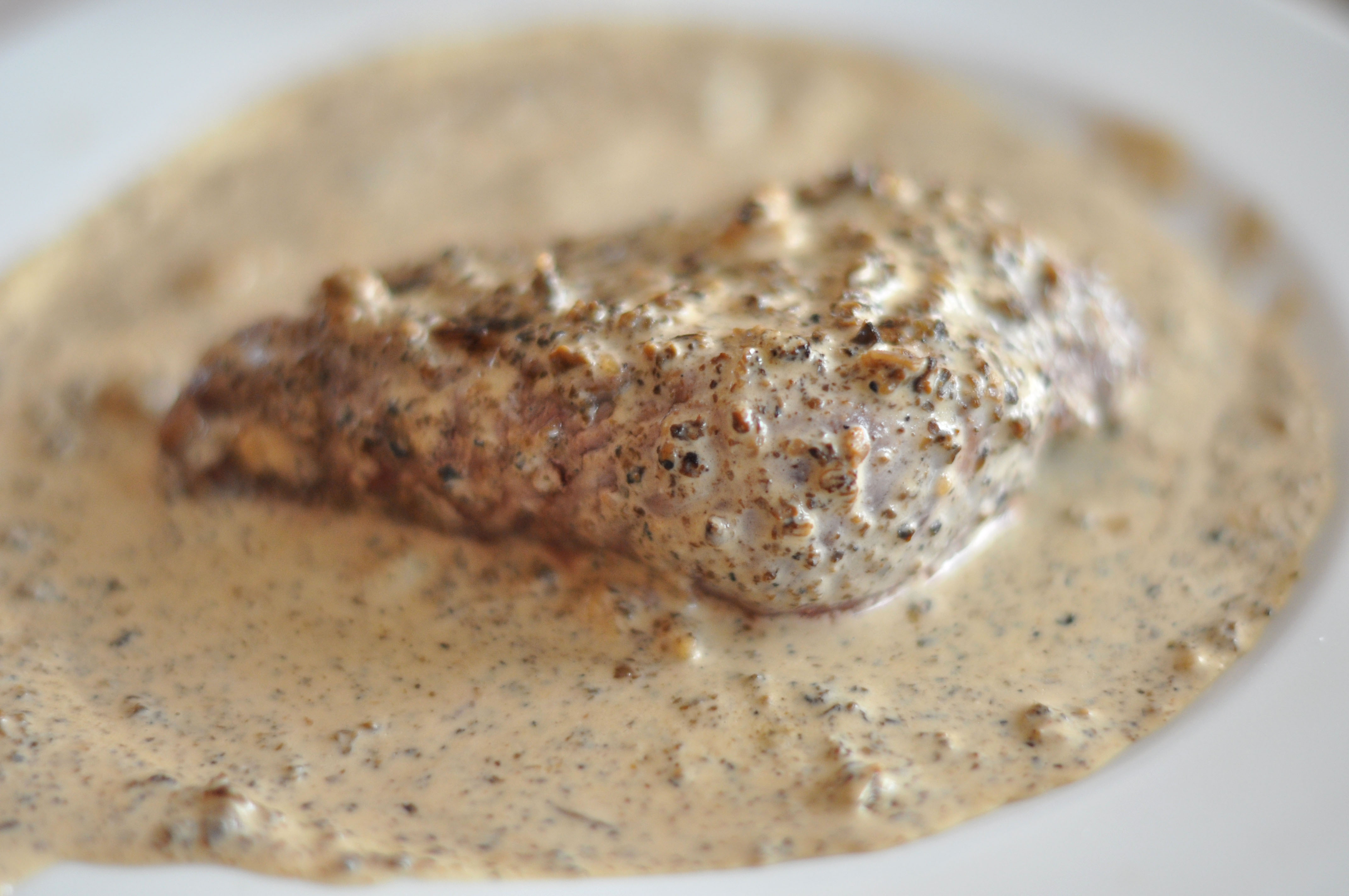
استیک دنده ای در سس قارچ مورل